# Queen's University Belfast
Queen's University Belfast (QUB) är ett universitet i Storbritannien. Det ligger i Belfast och riksdelen Nordirland.